# Cannon Ball (cheval)
Pour les articles homonymes, voir Cannonball.
Cannon Ball (né en 1904) est le plus célèbre des étalons de race Connemara, ainsi que le premier cheval à avoir été inscrit au stud-book de la race du Connemara. 

## Histoire
Cannon Ball est né en 1904. Il est la propriété de Harry Toole (surnommé Henry), à Learn. Chaque samedi, il parcourt 51 km pour se rendre au marché d'Athenry. 
Il se fait connaître dans sa région de naissance grâce à ses participations régulières aux courses des fermiers d'Oughterard, et à ses victoires aux courses de Claddagh et de Roundstone. 
Lors de la première inspection du stud-book de la race Connemara à Oughterard en 1924, Cannon Ball est âgé de vingt ans. Sur quatre étalons examinés, il est le seul à être retenu. Il est également présenté au concours de Roundstone cette même année, et finit deuxième derrière un jeune poney nommé Charlie.
À l'annonce de sa mort, des personnes parcourent des miles pour venir lui rendre hommage.

## Description
Cannon Ball est décrit comme un poney d'une grande intelligence, de caractère affirmé, et à l'endurance exceptionnelle.

## Origines
Cannon Ball est le fils de l'étalon Dynamite et d'une jument locale, issue de l'étalon Welsh Cob Prince Llewellyn.

## Descendance
La lignée de Cannon Ball a rencontré un grand succès chez le Connemara.